# Драновацу (Олт)
Драновацу (рум. Dranovățu) насеље је у Румунији у округу Олт у општини Гањаса. Oпштина се налази на надморској висини од 115 m.

## Становништво
Према подацима из 2002. године у насељу је живело 1065 становника, од којих су сви румунске националности.